# Олимпос (насељено место)
Олимпос је насеље посебне архитектонске лепоте и налази се на острву Карпатос. Изграђен је на 310 метара надморске висине, дуж подножја планине Пророка Илије на северу Карпатоса и надлежни државни органи прогласили су га традиционалним насељем. Западна страна Олимпоса је стрма и налази се изнад падине која силази до мора док је источна страна под мањим нагибом и даје приступ луци Диафани. Према попису из 2011. године, популација Олимпоса која припада општини Карпатос броји 556 житеља. 

### Историјски подаци
У античко доба главни градови северног Карпатоса били су Врикус, који је био изграђен на северозападном крају Карпатоса и Сарос, који је био изграђен на средини источне обале острва Сарија. У седмом веку нове ере због напада, најчешће сараценских пирата, становници древних градова напустили су своја првобитна огњишта на обалама и потражили су уточиште у планинским неприступачнијим деловима острва што је резултирало оснивањем данашњег насеља Олимпос или Елимпос, како се зове на локалном дијалекту. Насеље је изграђено по узору на архитектуру утврђених средњовековних острвских насеља и такав, скоро непромењен изглед, задржало је и до данас. Назив Олимпос приписује се старом називу планине у чијем је подножју изграђено, а које се данас зове Пророк Илија.
Олимпос је донедавно био одсечен од осталог дела Грчке, па чак и од остатка Карпатоса услед чега је развио једну потпуно засебну и особену културу и традицију, чији су многи елементи живи и данас. Карактеристична је народна ношња овог региона коју и дан данас носе жене са Олимпоса. До 1980. пут који је повезивао насеље са остатком острва био је нарочито неприступачан што је довело до тога да се комуникација Олимпоса са остатком Карпатоса одвија искључиво морским путем, из луке Диафани. Побољшање путне мреже помогло је у великој мери у туристичком напретку региона који се изузетно убрзао након 1990. године. 

#### Заједница Олимпоса Карпатоса
Током читавог периода Турске владавине Олимпос је био самоуправни општински савез подређен кази Карпатоса која је била део санџака Родоса. Током периода италијанске власти на Додеканезима све до њиховог припајања Грчкој (1912-1948) био је самоуправна општина Прекоморских поседа италијанских острва Егеја. Најзад, од 1948. до 2010. године био је засебна самоуправна Општина Додеканеског округа државе Грчке. Укупна површина коју ова заједница захвата износи 104,876 квадратна километра и обухвата северни део Карпатоса и острво Сарију. Заједницу Олимпоса чини популација од 556 житеља и обухвата и насеља Олимпос [270], Дијафани [228], Авлонас [7], Тристомос [6] и острвце Сарију [45]. 2010. године интегрисана је у јединствену општину Каликрати на Карпатосу и од тада је њена месна заједница, док према плану Клистени чини једну од десет заједница општине Клистени на Карпатосу, којом управља петочлано веће заједнице.
Због свог посебног културног идентитета, Олимпос је проглашен за историјско седиште нове општине Карпатос након његовог обликовања на основу плана Каликрати, док је једногласном одлуком Савета префектуре Додеканеза проглашен градом живе народне културе Додеканеза (2008).